# Обыкновенный листонос
Обыкновенный листонос (лат. Hipposideros larvatus) — млекопитающее из семейства подковогубые (Hipposideridae), обитающее в Азии.
Этот вид встречается от уровня моря до примерно 2000 метров над уровнем моря. Живёт в различных средах обитания от сильно нарушенных сельскохозяйственных земель до вторичных лесов, в сухих и влажных областях. Часто связан с известняковыми пещерами. На полуострове Малайзия, вид живёт в первичных низменных влажных тропических лесах. Ночлег устраивает в пещерах, шахтах, зданиях.
В целом, серьёзных угроз для данного вида нет. Он присутствует во многих охранных зонах.